# کسلبری (فلوریدا)
کسلبری (به انگلیسی: Casselberry) شهری در شهرستان سمینول ایالت فلوریدا است که در سال ۱۹۴۰ بنیان‌گذاری شده‌است. این شهر طبق سرشماری سال ۲۰۱۰ میلادی، ۲۶٬۲۴۱ نفر جمعیت داشته و مساحت آن نیز ۱۸٫۴ کیلومتر مربع است.